# Billie Holiday in me
Billie Holiday in me è un album di Rossana Casale prodotto e pubblicato nel 2004 da Azzurra Music e composto da cover di Billie Holiday.

## Tracce
1. You’ve Changed
2. Speak Low
3. Body and Soul
4. For Heaven's Sake
5. Loverman
6. Comes Love
7. God Bless the Child
8. Easy to Love
9. Everything I Have Is Yours
10. Willow, Weep for Me
11. My Man
12. I'll Be Seeing You

## Formazione
- Rossana Casale – voce
- Luigi Bonafede – pianoforte